# Rudolf Höss
Rudolf Höss (Baden-Baden, 25. studenoga 1900. – Auschwitz, 16. travnja 1947.), nacistički časnik i zapovjednik logora Auschwitz.

## Životopis

### Djetinjstvo
Njegova obitelj bila je katolička, ali Rudolf je u mladosti napustio svoju vjeru i postao bezbožnik. Živio je s majkom Linom, ocem i dvije mlađe sestre. Njegov otac, Franz Xaver, bio je bivši časnik koji je služio u Njemačkoj Istočnoj Africi. 

### Mladost i Prvi svjetski rat
Početkom Prvog svjetskog rata, radio je u vojnoj bolnici. S navršenih 14 godina, postao je pripadnikom 21. "zmajske" pukovnije, u kojoj su služili njegov otac i djed. S 15 godina borio se protiv Šeste osmanske armije u prvoj bitci kod Kut-el-Amare, a kasnije i u Bagdadu te Palestini. Tijekom protuosmanlijskih bitaka promaknut je u je čin Feldwebela, a s 17 godina postao je najmlađi dočasnik u Njemačkoj vojsci. Tri puta ranjavan, odlikovan je Galipoljskom zvijezdom, Željeznim križem 1. i 2. stupnja te drugim odličjima. Höss je nakratko bio i zapovjednik konjičke postrojbe. Kad su vijesti o primirju došle do Damaska, vraća se u Bavarsku kako bi izbjegao britansko ratno zarobljeništvo.

### Djelovanje u Nacističkoj stranci
Nakon primirja 1918., završava srednju školu, a zatim se uključuje u krajnje desne paravojne skupine. Prvotno je bio član Istočnopruske dragovoljačke vojske, a zatim se priključio frajkorskoj postrojbi "Rossbach". Napadao je poljske i francuske nacionaliste nakon okupacije Rühra. Nakon što je čuo vatreni govor Adolfa Hitlera u Münchenu, pridružio se Nacističkoj stranci i postao njezin 3240. član. Zbog navodnih zločina osuđen je 15. svibnja 1924. Pušten je u srpnju 1928. tijekom opće amnestije te se pridružio Artamanskoj ligi, koja je promovirala povratak stanovništva na selo. Na sastancima lige upoznao je Hedwig Hensel koju je oženio 17. kolovoza 1929. U to vrijeme postao je i prijatelj Heinricha Himmlera.

### Djelovanje u SS-u
Höss se na Himmlerov poziv pridružio Schutzstaffelu 1. travnja 1934., a ubrzo se pridružio i SS-Totenkopfverbände. Höss je toliko cijenio Himmlera da je njegove riječi smatrao "evanđeljem" te je radije stavljao njegovu sliku na zid nego Hitlerovu. U prosincu je pozvan u sabirni logor Dachau, gdje mu je dodijeljen naslov blockführera. Ondje ga je poučavao obergruppenführer Theodor Eicke. Unaprijeđen je 1938. u hauptsturmführera te je postao pomoćnik Hermana Baranowskog u sabirnom logoru Sachsenhausen. Nakon invazije na Poljsku u rujnu 1939. pridružio se Waffen-SS postrojbama, gdje se pokazao vrlo sposobnim te je dobio preporuke svojih nadređenih za daljnje napredovanje. Obnašao je i dužnost administratora vlasništva zarobljenika.

### Zapovjednik Auschwitza
Höss je proglašen zapovjednikom sabirnog logora Auschwitz 1. svibnja 1940. godine. Tu dužnost obnašao je do kraja 1943. godine. Pošto je dobio zadatak izgraditi logor za 10.000 zarobljenika, napravio je cijeli sustav logora, danas poznat kao Auschwitz-Birkenau. Nakon stupanja na dužnost bio je odlučan u namjeri raditi stvari na drugačiji način i stvori učinkovitiji logor od Dachaua i Sachsenhausena, u kojima je prethodno radio. Živio je u vili pokraj logora sa svojom obitelji.

### Masovno ubijanje
U srpnju 1941. godine Höss je bio pozvan u Berlin kako bi mu Heinrich Himmler dao "osobne naredbe". Rekao mu je da je Hitler donio konačno rješenje židovskog pitanja, te da je Auschwitz izabran za ubojstvo tisuća europskih Židova. Naredio mu je da nikom ne govori o tome, jer je to tajno državno pitanje, čak ni kontroloru logora Richardu Glücku. Jedina osoba kojoj je Höss povjerio tajnu jest njegova supruga Hedwig, ali to se dogodilo tek krajem 1942., kad je ona to već doznala od Fritza Brachta. Himmler je rekao Hössu da će sve upute dobivati od Adolfa Eichmanna, koji je stigao u logor četiri tjedana kasnije.
Höss je počeo ispitivati i usavršavati načine masovnog ubijanja 3. rujna 1941. Njegovi znanstveni pokusi pretvorili su Auschwitz u najuspješniji instrument konačnog rješenja, ali i u najprepoznatljiviji simbol Holokausta. Prema Hössu, najviše novih logoraša dolazilo je tijekom 1941., a jednom prikom je unutar četiri tjedana došlo čak po 4000 zatvorenika dnevno. Radno sposobni zatvorenici završavali bi u radnim logorima na prisilnom radu, a ostali su ubijani u plinskim komorama. Broj žrtava neprekidno je rastao, pa su načinjene još četiri plinske komore i krematorij.

### 1943. – 1945.
Na mjestu zapovjednika logora zamijenio ga je Arthur Liebehenschel 10. studenoga 1943., nakon čega je postao poglavar Glavnog ekonomskog i administrativnog ureda SS-a. Tijekom 1945. imenovan je zamjenikom inspektora nacističkih sabirnih logora, Richarda Glücka.
Ipak, Höss se još jednom vratio u Auschwitz kako bi nadzirao izvođenje Operacije Höss 8. svibnja 1944. U toj operaciji 430.000 mađarskih židova ubijeno je između svibnja i srpnja.

### Uhićenje, zatvor, suđenje i smrt
Tijekom posljednjih dana Drugog svjetskog rata Himmler je savjetovao Hössu da se sakrije među djelatnike Kriegsmarine. Pod imenom Franz Lang Höss mjesecima se skrivao kao poljoprivrednik u Gottrupelu nedaleko Flensburga. U ožujku 1946. godine uhvatila ga je britanska vojska.
Höss je u nekoliko navrata bio na suđenju, te je priznao sve svoje zločine. Poljski sud osudio ga je 2. travnja 1947. na smrtnu kaznu. Nakon toga odveden je u zatvor u grad Wadowice, gdje je boravio gotovo godinu dana. Tijekom boravka u zatvoru Höss je napisao memoare, koji su prvi put objavljeni 1956. u Zapadnoj Njemačkoj pod imenom Kommandant in Auschwitz: autobiographische Aufzeichnungen. Memoari su napisani u dva dijela. Prvi govori o Hössovu osobnom životu, a drugi o njegovom djelovanju u SS-u. U tom dijelu spominje neke SS-ovce koje je poznavao, kao što su Heinrich Himmler i Theodor Eicke.
Obješen je u Auschwitzu 16. travnja 1947. godine.

## Obitelj
Oženio se 17. kolovoza 1929. Hedwigom Hensel, s kojom je imao petero djece, dva sina i tri kćeri:
- Klaus (6. veljače 1930. – 1986.) - najstariji sin, 1960-ih odselio u Australiju[13]
- Heidetraut (9. travnja 1932. - ?)
- Inge-Brigitt (18. kolovoza 1934. - ?)
- Hans-Jürgen Höss (svibanj 1937. - ?)
  - Rainer Höss (25. svibnja 1965.) - Rudolfov unuk
- Annegrett (7. studenoga 1943. - ?)

## Zanimljivosti
Dok je Höss bio zapovjednik Auschwitza, nacisti su u logor jednom prilikom doveli cijelu isusovačku zajednicu. Jedini kojeg nisu uhvatili bio je poglavar samostana koji se tada nalazio na putu. Nakon što se vratio, bio je u tolikoj boli da je rekao: "Moram biti sa svojom braćom". Poglavar se uspio ušuljati u logor tražeći isusovce, ali uhvatili su ga stražari i odveli Hössu. Bili su potpuno uvjereni da će ga ubiti bez pitanja, ali Höss ih je, na opće zaprepaštenje, pustio.